# Райнер Вернер Фасбиндер
Райнер Вернер Фасбиндер (на немски: Rainer Werner Fassbinder) е театрален и филмов актьор, поет, режисьор и автор, един от най-важните представители на Новото немско кино от 70-те и 80-те години. 

## Биография
Умира на 37 години вследствие на отравяне със смес от кокаин, сънотворни и алкохол. Въпреки ранната смърт вече има цели 44 филма. Сред тях са „Любовта е по-студена от смъртта“, „Страх изяжда душа“, „Копнежът на Вероника Фос“, „Бракът на Мария Браун“, „Марта“, „Отчаяние", „Лола“, „Берлин, Александерплац“ и други.
Фасбиндер е бисексуален.
В България е поставена пиесата му „Свобода в Бремен или Хубавата Клара“ (превод на Огнян Стамболиев) в Благоевград, в Малък градски театър зад канала (2001) и в Народния театър „Иван Вазов“ (реж. Григор Антонов, главната роля на Геше Готфрид се играе от Александра Василева).

## Избрана филмография
| година | филм                              | оригинално заглавие                    | бележки |
| ------ | --------------------------------- | -------------------------------------- | ------- |
| 1971   | Търговецът на четирите сезона     | Händler der vier Jahreszeiten          |         |
| 1972   | Горчивите сълзи на Петра фон Кант | Die bitteren Tränen der Petra von Kant |         |
| 1972   | Свобода в Бремен                  | Bremer Freiheit                        |         |
| 1974   | Али: страхът изяжда душата        | Angst essen Seele auf                  |         |
| 1975   | Страх от страха                   | Angst vor der Angst                    |         |
| 1976   |                                   | Mutter Küsters' Fahrt zum Himmel       |         |
| 1976   | Китайска рулетка                  | Chinesisches Roulette                  |         |
| 1979   | Бракът на Мария Браун             | Die Ehe der Maria Braun                |         |
| 1980   | Берлин, Александерплац            | Berlin Alexanderplatz                  |         |
| 1981   | Лили Марлен                       | Lili Marleen                           |         |